# Rolf Martin
Rolf Martin (* 10. Dezember 1922 in Hainspitz; † 4. August 1999) war ein Offizier der Nationalen Volksarmee der Deutschen Demokratischen Republik.

## Militärische Laufbahn
Der Sohn eines Arbeiters erlernte nach seiner achtjährigen Schulausbildung von 1937 bis 1940 den Beruf eines Drehers und kam anschließend in die Wehrmacht, wo er zuletzt im Rang eines Feldwebels der Infanterie bei Kriegsende in sowjetische Kriegsgefangenschaft geriet. 
1948 kehrte er in die sowjetische Besatzungszone zurück, trat der SED sowie im Oktober 1948 den bewaffneten Organen (Deutsche Volkspolizei) bei. Hier war er nacheinander bis 1951 Gruppenführer, Zugführer, Leiter des Ausbildungskommandos und zuletzt Kommando-Leiter der 7. Volkspolizei-Bereitschaft Thüringen in Gotha. Von September 1951 bis August 1952 nahm Martin mit Helmut Borufka, Erich Dirwelis, Fritz Peter, Helmut Poppe, Horst Stechbarth, Fritz Streletz, Siegfried Weiß, Werner Winter und anderen späteren NVA-Generälen an einem Sonderlehrgang für angehende Regimentskommandeure in Volsk bei Saratow in der Sowjetunion teil. Nach seiner Rückkehr war er Offizier in der Abteilung Operativ im Ministerium des Innern. Von 1953 bis 1958 diente er als Offizier und als Oberoffizier in der 1. Verwaltung der Kasernierten Volkspolizei (KVP) bzw. in der Sektion Operativ im Ministerium für Nationale Verteidigung. Anschließend arbeitete er bis 1962 als Mitarbeiter in der Abteilung Sicherheit des Zentralkomitees der SED. 1963 war Martin Offiziershörer an der Militärakademie der NVA in Dresden.
Im Anschluss fungierte er bis 1970 als Offizier im Kontrollgremium des Nationalen Verteidigungsrats der DDR. 1970 stieg Martin zum Leiter dieser Kontrollgruppe auf. Diese Stelle hielt er bis zu seiner Pensionierung am 28. Februar 1986. An diesem Tag schied er unter Ernennung zum Generalmajor a. D. aus dem aktiven Dienst aus. 
Martin war Träger des Vaterländischen Verdienstordens in Gold (1982), des Kampfordens „Für Verdienste um Volk und Vaterland“ in Gold sowie diverser anderer Orden und Ehrenzeichen.